# Reichenaui kolostor
A reichenaui kolostor a boden-tavi Reichenau szigeten található benedekrendi kolostor volt, amely Sankt Gallen és Fulda mellett jelentős szerepet játszott a Karoling-kor művelődésében.

## Története
A kolostort 724-ben alapította Pirminius püspök az akkor még igencsak pogány alemann vidéken. Waldo von Reichenau apát idején apátsággá lett és élvezte a frank majordomusok és uralkodók támogatását. Az alemannok kereszténnyé válásában fontos szerepet játszó szerzetesi közösség első virágkora a 8-9. századra tehető. Waldo apát (786–806) alapította a reichenaui iskolát, I. Hatto apát (806–823) építtette Mittelzellben a Mária-katedrálist. 888-ban ennek a templomnak a kórusában helyezték nyugalomra III. (Kövér) Károlyt. A 9. században itt készült a Sankt Galleni alaprajz néven ismert dokumentum. A század végén III. Hatto apát és mainzi érsek (888–913) építtette az oberzelli Szent György-templomot.
Az I. Henrik, I. Ottó és II. Henrik által adományozott privilégiumok és javak nyomán a kolostor a Szász-ház uralkodása alatt második kulturális fénykorát élte. Ezt a korszakot Witigowo apát (985–997) és a reformokat végrehajtó Immo (1006–1008) és Berno (1008–1048) apátok neve fémjelzi. Ebben a korszakban működött a híres reichenaui festőiskola, ekkor keletkeztek a Szent György-templom falfestményei és ekkor alkottak Hermann von Reichenau és Berthold von Reichenau.
A kolostorsziget Diethelm von Krenkingen apát idején (1169–1206) még a hírnév fényében játszott, utána kezdődött a szerzetesi közösség szellemi és anyagi hanyatlása a késő középkor végi változó társadalmi és gazdasági környezetben. A reformkísérletek sorra csődöt mondtak, így a 14. század második felére a kolostor teljes vagyonát el kellett zálogosítani, míg végül 1367-ben Eberhard von Brandis apát eladta a kolostor összes jószágát és jövedelmét rokonságának. 1402-ben az apát mellett már csak két nemesúr maradt „szerzetesként“.
A középkor végén a benedekrendi szerzetesi eszmény ismét erőre kapott, a mittelzelli székesegyházat kibővítették a késő gótikus kórussal, és a radolfzelli krónikaíró Gallus Öhem megírta a kolostor történetét. 1540-ben Markus von Knöringen apát átadta a kolostor vezetését a konstanzi püspöknek. A következő időkben a reichenaui perjelség tizenkét szerzetesével inkább csak a püspökség igazgatási feladatait látta el. A szigeten élő szellemi közösség önállósági törekvései 1757-ben a kolostor feloszlatásával értek véget. 1803-ban a kolostort szekularizálták. 2001 óta ismét egy kis benedekrendi közösség él a szigeten.

## Művelődéstörténet
Reichenau a középkor egyik fontos szellemi központja volt, amely a szomszédos Sankt Gallennel élénk kéziratcsere-viszonyban állt, és Murbachot is gazdagon ellátta könyvekkel. Alapítása óta apátjai buzgó könyvgyűjtők voltak. A reichenaui könyvtár fénykora is Nagy Károly uralkodásának idejére esett, itt működött 846-ig Reginbert, korának legkiválóbb könyvtárosa. Sajátkezűleg a legnagyobb gonddal írta le az egyházi és világi szerzők műveit, felügyelt a szorgalmas tanítványok munkájára, közelről és távolról, Itáliából és a nyugati frank királyságból kódexeket szerzett be, katalógusaiban pedig pontos kimutatást készített az így összehordott kincsekről A könyvtár akkor több mint 400 kötetből állott. Nem véletlen, hogy tartalma megfelelt a már fent említett kolostori könyvtárakénak: ugyanis ezeket a gyűjteményeket a császári palotakönyvtár mintájára és támogatásával rendezték be. Így mindegyikük Alcuinnak és tanítványának szellemét és tudományosságát tükrözte vissza.
Többek között a kolostorban tevékenykedett Walahfrid Strabo apát, aki itt írta 824-ben a Visio Wettini, illetve 827-ben a Liber de cultura hortorum című műveit. Reichenau legjelentősebb apátja 888 és 913 között III. Hatto volt, aki a mainzi érseki címet is viselte 891–913 között és a birodalom kancellárja is volt. Karintiai Arnulf kíséretében Hatto 895-ben Rómában járt, ahonnan Formosus pápától a György-ereklyét hozta. Valószínűleg ez volt az indíttatás a Szent György-templom építéséhez. Arnulf 899-ben bekövetkezett halála után Hatto a hatéves trónörökös, IV. (Gyermek) Lajos befolyásos tanácsadója volt. 911-ben ő koronázta I. Konrádot Keleti Frank Királyság királyává. A kolostor különösen a 10. és 11. századi kéziratok folytán vált világhírűvé, mivel ezek egyedülálló módon képviselik az Ottó-kori német kódexfestészetet. A reichenaui miniatúraművészek azonban nemcsak fejedelmektől és püspököktől, hanem még a császári udvartól és a római pápától is kaptak megbízásokat.
A szekularizáció következtében 1805-ben a teljes megmaradt kéziratállomány a karlsruhei udvari könyvtárba került, majd innen később a badeni tartományi könyvtárba. Ide tartozik 267 kézírásos pergamen, 162 papírkézirat, 212 töredék, valamint számos ősnyomtatvány.
A reichenaui kolostor régi festett kódexeit 2003-ban felvették az UNESCO A világ emlékezete programjába.

## Fordítás
- Ez a szócikk részben vagy egészben  a   Kloster Reichenau című német Wikipédia-szócikk ezen változatának fordításán alapul.  Az eredeti cikk szerkesztőit annak laptörténete sorolja fel. Ez a jelzés csupán a megfogalmazás eredetét és a szerzői jogokat jelzi, nem szolgál a cikkben szereplő információk forrásmegjelöléseként.